# Gangsta Boo

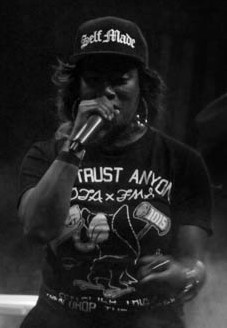
Gangsta Boo (2014)

Lola Chantrelle Mitchell (* 7. August 1979 in Memphis, Tennessee; † 1. Januar 2023 ebenda), besser bekannt unter ihrem Künstlernamen Gangsta Boo, war eine US-amerikanische Rapperin. Sie wurde vor allem als Mitglied der Rap-Gruppe Three 6 Mafia bekannt.

## Leben und Karriere
Lola Mitchell wurde 1979 in Memphis in eine Mittelstandsfamilie hineingeboren. Nach der Scheidung ihrer Eltern begann sie im Alter von 14 Jahren zu rappen.
Ihre professionelle Karriere startete Gangsta Boo nur wenig später als Teil der Three 6 Mafia, zu der unter anderem DJ Paul, Lord Infamous, Juicy J und Koopsta Knicca gehörten. Erste Beiträge von ihr sind auf dem Debütalbum der Gruppe, Mystic Stylez, zu hören. Ihr erstes Soloalbum Enquiring Minds erschien 1998 bei DJ Pauls und Juicy Js Label Hypnotize Minds und erreichte Platz 15 der Top R&B/Hip-Hop Albums sowie Platz 46 der Billboard 200. Das Album enthielt den Hit Where Dem Dollas At!? Auf ihrem zweiten Album Both Worlds *69 arbeitete sie erneut mit Paul und Juicy zusammen. Es erreichte 2001 Platz acht der Hip-Hop-Album-Charts und Platz 29 der Albumcharts.
Nach der Veröffentlichung ihres dritten Soloalbums Enquiring Minds II: The Soap Opera im Jahr 2003 trat Gangsta Boo vor allem mit Mixtapes und Kollaborationen in Erscheinung. 2010 und 2011 brachte sie jeweils ein Mixtape mit DJ Fletch heraus, zweimal arbeitete sie diesbezüglich mit Beatking zusammen. Nachdem sie auf dem Track Throw It Up mit Yelawolf und Eminem kollaboriert hatte, kehrte sie 2013 kurzzeitig zu Three 6 Mafia (nun unter dem Namen Da Mafia 6ix aktiv) zurück. In den folgenden Jahren trug sie unter anderem zur Arbeit der alternativen Rap-Gruppen clipping. und Run the Jewels bei. Im Jahr 2022 wurde ihr Name dank einer Mitwirkung an Lattos FTCU in den sozialen Medien wieder ein Thema.
Mitchell starb am 1. Januar 2023 im Alter von 43 Jahren in ihrer Heimatstadt Memphis. Sie wurde tot in ihrem Haus aufgefunden. Die Todesursache war eine Überdosis aus Fentanyl, Kokain und Alkohol.

## Stil und Rezeption
Als einen großen Einfluss auf ihren Rapstil und Texte nannte die auch unter den Pseudonymen Lady Boo, Queen of Memphis und The Devil’s Daughter bekannte Gangsta Boo den 2013 verstorbenen Mitbegründer von Three 6 Mafia, Lord Infamous. Durch ihre Mitwirkung an der Gruppe gilt Gangsta Boo als Pionierin des Dirty South und eines mit Memphis assoziierten Rapstils, der zahlreichen Hip-Hop-Künstlerinnen als Inspiration dient. Darüber hinaus prägte sie das heute weit verbreitete Ad lib. „Yeah Hoe“. Nach ihrem Vermächtnis und Einfluss auf weiblichen Rap und die Hip-Hop-Szene im Allgemeinen befragt, sagte sie kurz vor ihrem Tod gegenüber Billboard:

“I would honestly say that I have to admit, respectfully and humbly, that I am the blueprint. I hear my cadence in a lot of men and female rappers […] It’s a Gangsta Boo sound, it’s a Three 6 Mafia sound. So, I am the blueprint and I wear that badge proudly as fuck.”

„Ehrlich gesagt, muss ich zugeben, respektvoll und bescheiden, dass ich ein Vorbild bin. Ich höre meinen Tonfall bei einer Menge männlicher und weiblicher Rapper […] Es ist ein Gangsta-Boo-Sound, ein Three-6-Mafia-Sound. Also bin ich das Vorbild und trage dieses Abzeichen verdammt stolz.“

## Diskografie

### Studioalben
Solo
- 1998: Enquiring Minds
- 2001: Both Worlds *69
- 2003: Enquiring Minds II: The Soap Opera

Three 6 Mafia
- 1995: Mystic Stylez
- 1996: Chapter 1: The End
- 1997: Chapter 2: World Domination
- 1999: Tear da Club Up Thugs
- 2000: When the Smoke Clears: Sixty 6, Sixty 1
- 2001: Choices: The Album

Sonstige
- 1998: Body Parts (mit Prophet Posse)
- 2000: Hypnotize Camp Posse (mit Hypnotize Camp Posse)

### Mixtapes
- 2006: Still Gangsta (mit DJ Smallz)
- 2007: Memphis Queen Is Back (Still Gangsta Slowed & Throwed)
- 2009: The Rumors (mit DJ Drama)
- 2010: Miss.com (mit DJ Fletch)
- 2011: 4 da Hood (mit DJ Fletch)
- 2011: Foreva Gangsta (mit Trap-A-Holics)
- 2013: It’s Game Involved
- 2014: Underground Cassette Tape Music (mit Beatking)
- 2015: Candy, Diamonds & Pill’s
- 2018: Underground Cassette Tape Music 2 (mit Beatking)

### Gastbeiträge (Auswahl)
- 1998: BWA (mit Foxy Brown & Mia X)
- 1999: We Starvin (mit E-40 und Krayzie Bone)
- 1999: Move Bitch (mit Lil Jon, YoungbloodZ, Chyna White & Don Yute)
- 2000: I’ll Call Before I Come (OutKast feat. Gangsta Boo & Eco)
- 2005: Da Blow (mit Lil Jon & East Side Boyz)
- 2005: Don’t You Got a Wife (mit T.I.)
- 2006: Trap Gurl (mit Gucci Mane)
- 2007: Stick Em Up (mit Gucci Mane)
- 2009: Call the Weedman (mit Gucci Mane)
- 2011: Throw It Up (mit Yelawolf feat. Eminem)
- 2012: M.E.M.P.H.I.S. (Frayser Boy feat. Gangsta Boo & La Chat)
- 2014: Tonight (clipping. feat. Gangsta Boo)
- 2014: Love Again (Akinyele Back) (Run the Jewels feat. Gangsta Boo)
- 2019: Gold Teeth (Blood Orange feat. Project Pat, Gangsta Boo & Tinashe)
- 2020: Walking in the Snow (Run the Jewels)
- 2022: FTCU (Latto feat. GloRilla & Gangsta Boo)